# Mariusz Zubert
Mariusz Leszek Zubert (ur. 1970 w Łodzi) – polski naukowiec, profesor Politechniki Łódzkiej, którego zainteresowania naukowe obejmują elektronikę, mikroelektronikę, fizykę, matematykę i zagadnienia interdyscyplinarne.
W Politechnice Łódzkiej pracuje od 1999 r. W 1999 roku obronił z wyróżnieniem rozprawę doktorską. W 2010 roku obronił rozprawę habilitacyjną z dziedziny informatyka na Politechnice Śląskiej.
W latach 1995 staż dyplomowy Institut National des Sciences Appliquées de Lyon (INSA) oraz CEGELY ECPA – URA C.N.R.S. w Lyonie (Francja).
Od 2012 roku profesor nadzwyczajny Politechniki Łódzkiej.

## Odznaczenia
- Brązowy Krzyż Zasługi (2004)[3]
- Medal Komisji Edukacji Narodowej (2012)[4]